# Jablonecký knoflík
Jablonecký knoflík je kulatý, skleněný ručně mačkaný knoflík s bohatou dekorací vyráběný na Jablonecku a v okolních vesnicích Jizerských hor od 2. poloviny 18. století do současnosti. Nejčastějším materiálem pro výrobu knoflíků je sklo, dále kov, plast, porcelán, dřevo, perleť. Ze způsobu výroby skleněných knoflíků převažovalo mačkání kleštěmi, vinutí a foukání.
Jablonecký knoflík je pojmem v Česku i ve světě. Byl nepostradatelným módním doplňkem všech typů oděvů, významným exportním artiklem výrobců skla a bižuterie a zdrojem obživy tisíců rodin v Jizerských horách. Počátkem 21. století se výrobou tradičních knoflíků na Jablonecku zabývá pouze několik jednotlivců. Poptávka po Jabloneckém knoflíku je zejména tvořena zákazníky z USA a Japonska v okruhu sběratelství a drobné domácí výroby unikátních šperků.

## Historie

### Počátky výroby
Nejstarším známým výrobcem knoflíků na Jablonecku byl Heinrich Heydrich, narozený v roce 1703 na Rádle. Jeho původní profesí bylo lití cínu a výroba knoflíků z tohoto materiálu v první polovině 18. století.
Ze skla se v Jizerských horách začaly knoflíky doložitelně zhotovovat až v šedesátých letech 18. století. V zásadě se jednalo o bižuterní kameny s novým způsobem užití. Doloženy tak máme knoflíky vinuté nad lampou vyráběné jako vložky do kovových lůžek ve Smržovce od r. 1764. Pro celé Jablonecko se dochoval údaj z r. 1787. Na skleněné mačkané, broušené knoflíky zasazené v kovu se zachovala zakázka z roku 1787.

### První celoskleněný knoflík
Počátkem 19. století reprezentoval sortiment knoflíků a spínadel vyrobených na Jablonecku zejména celokovové knoflíky a skleněné knoflíky vsazené do kovového lůžka s očkem. Pasíři nejčastěji opracovávali i dnes běžně používaný bižuterní kov mosaz a tombak. Celoskleněný knoflík ještě neexistoval, protože technicky nebylo vyřešené zatavení kovového očka do skla. Očkem se tehdy knoflíky přichycovaly k oděvům.
Zlomové datum pro svébytný jablonecký skleněný knoflík, jenž by nepotřeboval kovovou podložku, můžeme hledat mezi lety 1829–1832. Bohužel neznáme jméno vynálezce zatavení kovového očka přímo do skleněného mačkaného broušeného knoflíku.
Mačkání skla – lisování drobných skleněných předmětů ze skleněných tyčí pomocí kovových kleští, patřilo mezi nejrozšířenější řemesla na Jablonecku již od prvních dekád 19. století a živilo na 600 dělníků – 10 % všech obyvatel Jizerských hor. Také díky novému výrobku – celoskleněnému knoflíku zaměstnanost v řemesle mačkání skla rapidně rostla na 1000 dělníků ve 160 mačkárnách v polovině 19. století.

### Centra výroby skleněného knoflíku
Prvními centry mačkání skleněných knoflíků v první polovině 19. století byly obce Smržovka, Lučany nad Nisou, Janov nad Nisou (mačkářské kleště dodnes ve znaku obce) a Josefův Důl. Prodej se soustředil v Jablonci nad Nisou s důrazem na export. Jablonecké knoflíky nechyběly na vůbec první světové výstavě, která se konala roku 1851 v Londýně.

### Výrobci
S rostoucím počtem mačkáren a brusíren ve druhé polovině 19. století se na Jablonecku začaly profilovat významní mačkáři skleněných knoflíků, výrobci skleněných tyčí a brusiči. K nejznámějším jménům patří: Gebrüder Feix, Albrechtice; Ludwig Breit, Lučany; Josef Ullmann, Smržovka; Josef Riedel, Jizerka, Kořenov; Ignaz Kleinert, Nová Ves.
Okolo roku 1900 působí na Jablonecku okolo pěti továren specializovaných na výrobu knoflíků, které vytlačovali doposud převažující malé výrobce z jizerskohorských driket.

### Konjunktura a pády
Objem výroby skleněných knoflíků, jejich tvary a barvy určovala celosvětová poptávka v oblasti oděvní módy a módních doplňků. Zakázky místním výrobcům zadávaly exportní domy se sídlem v Jablonci nad Nisou, ale i v Praze, Berlíně a Paříži. Jejich zákazníky byli velkoobchodníci s bižuterií a doplňky v Evropě a USA. Jak to již v módě bývá, úspěšné roky se střídaly s roky poklesu objednávek. Zcela devastující dopad pro export knoflíků měly válečné konflikty, které výrazně omezovaly koupěschopnost konečného zákazníka a znemožňovaly realizování již nasmlouvaných zakázek.
Stabilně pozitivní vliv na objem výroby skleněných knoflíků měli sami mačkáři a brusiči, kteří se rychle zdokonalovali ve kvalitě výrobků, rozšiřovali sortiment a barevnou škálu (kolem r. 1860 se vyrábělo pouze 5 druhů knoflíků a to pouze v černé barvě). V r. 1868 se objevilo ouško skleněné, které tak mohlo nahradit kovové ouško s podložkou. Okolo roku 1870 se začaly skleněné knoflíky ručně malovat a tím se rapidně rozšířil okruh použití v módním průmyslu. V nabídce bylo několik tisíc druhů skleněných knoflíků od levných mačkaných až po luxusní broušené a bohatě dekorované.
Módní výkyvy světové poptávky s sebou přinesly nejen obchodní příležitosti, ale i hluboké pády. Ceny skleněných knoflíků v krizích spadly i na 1/5 původní ceny. Konjunktura i recese se střídaly velmi rychle – i po roce.

### Mezi válkami
V letech 1918 – 1945 zaznamenáváme spíše období prosperity v souvislosti s celosvětovým rozmachem módního průmyslu a bohatnutí populace na severní polokouli. Až 1/3 exportu skleněných knoflíků připadla na USA. Pro představu se v roce 1928 prodalo na 2.132 tun knoflíků s podílem cca. 10% na vývozu jablonecké bižuterie. Podíl na rostoucí popularitě skleněných knoflíků jako doplňků pánské a dámské módy měl také příhodný dekorativní styl Art deco.

### Druhá polovina 20. století
Pomineme-li krátkou vlnu konjunktury ihned po 2. světové válce způsobenou nedostatkem jakýchkoli předmětů osobní spotřeby, začínáme sledovat úpadek mačkářství skleněných knoflíků na Jablonecku po roce 1945 a trvající dodnes. Na pozvolném ústupu skleněného knoflíku z běžného života měl ihned po 2. světové válce vliv nucený odsun tisícovek Sudetských Němců z Jizerských hor, kteří byli po desítky let nositeli řemesla a inovátory v bižuterním průmyslu na Jablonecku. Následovalo vyvlastňování a znárodňování malých driket až po továrny. Kolektivizace cca. 140 výrobců knoflíků do společného národního podniku Skleněná bižuterie po r. 1948 (od r. 1952 pod n.p. Železnobrodské sklo). Ignorace lehkého průmyslu a centrální plánování od 50. let 20. století. Exportní orientace na země RVHP a třetího světa s nižšími požadavky na kvalitu, rozmanitost a inovace.
V padesátých letech také vznikla zcela zásadní konkurence, nezávisle na výše uvedených vnitřních turbulencích. Nezničitelný, barevný, lehký, praktický, průmyslově vyráběný a levný – plastový knoflík.
Smrtelnou ránu pro skleněný knoflík zasadila zcela nevinně jiná vymoženost moderní doby – automatická pračka. Skleněný knoflík na běžných oděvech neměl šanci přežít ani jedno praní v automatické pračce, která razantně vstoupila do všech domácností na celém světě od druhé poloviny 20. století.
Centrální plánovači na Jablonecku již od sedmdesátých let ukončovali výrobu skleněného knoflíku a soustředili výrobní kapacity na jiný sortiment skleněné a kovové bižuterie.

## Jablonecký knoflík v 21. století
Možnost privatizace posledních výrobců skleněných knoflíků na Jablonecku a možnost exportu výrobků do celého světa znamenala ihned po r. 1989 jisté oživení v odvětví. Tržby výrobců a exportérů knoflíků se odhadovaly v polovině 90. let 20. století na nižší desítky miliónů korun, zcela zanedbatelně v porovnání s celkovou bižuterní výrobou na Jablonecku.
Ve druhé dekádě 21. století napočítáme již jen několik málo mačkářů, kteří pro výrobu skleněných knoflíků v původních driketách zatápí v pecích jen sporadicky. Aktuální „světová“ poptávka po tradičních skleněných knoflíkách z Jablonce nad Nisou se rekrutuje ze sběratelů v USA a Japonsku obdivujících dekorované knoflíky ve stylu Art deco. Dalšími zákazníky jsou jednotliví drobní, často domácí, výrobci unikátních šperků dekorovaných několika málo skleněnými knoflíky.

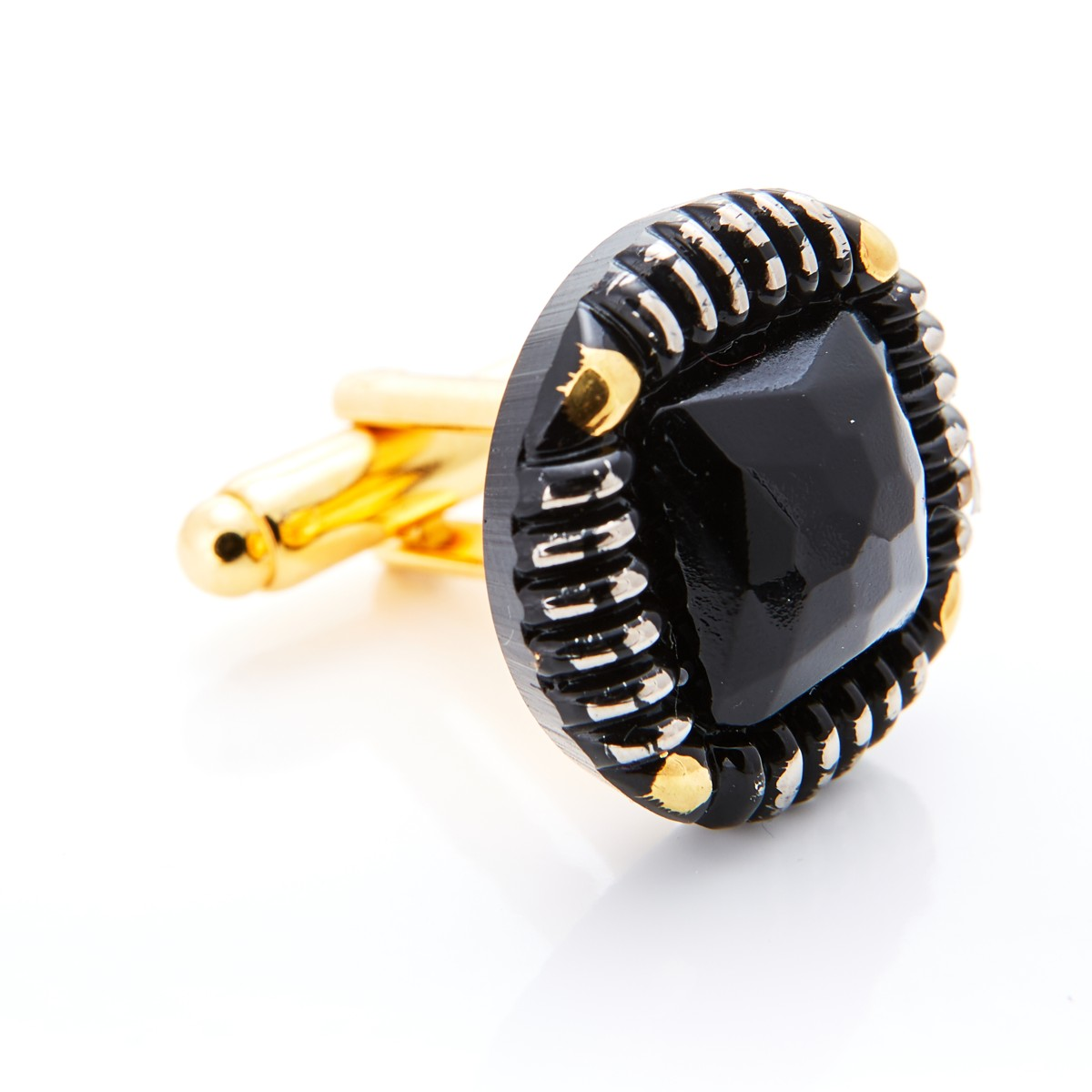
Manžetový knoflíček YABLOGLASS dekorovaný ručně mačkaným skleněným knoflíkem z Jablonce nad Nisou
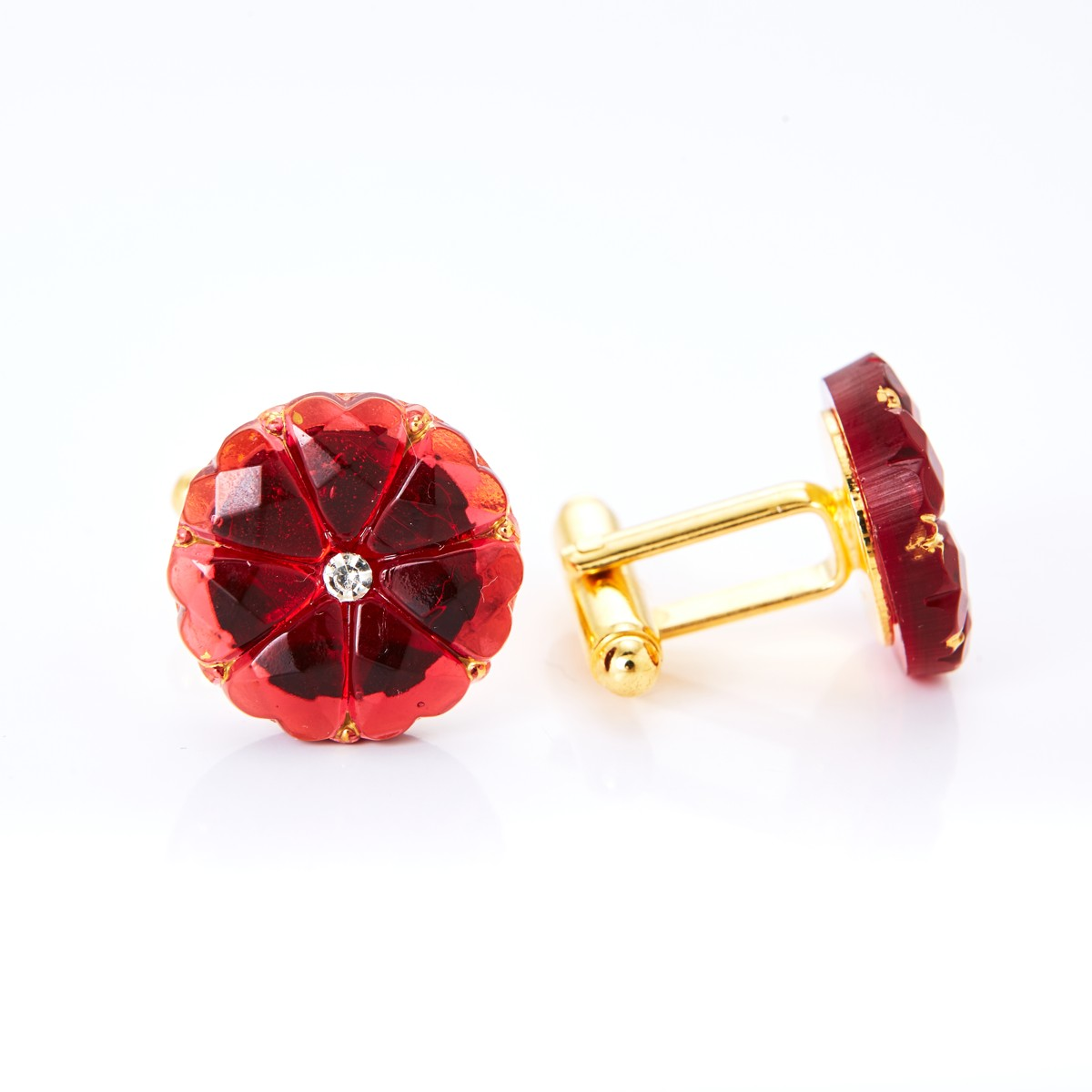
Manžetové knoflíčky YABLOGLASS pro ženy dekorované jabloneckým ručně mačkaným knoflíkem

Jedinečný přístup k použití knoflíku prezentuje jablonecký výrobce bižuterie YABLOGLASS, který od roku 2017 používá původní jablonecký skleněný knoflík pro dekoraci klasického manžetového knoflíčku na pánské a dámské košile. V unikátním šperku je kombinována tradiční skleněná a kovová bižuterní výroba. Není náhodou, že se zakladatelé zabývají výrobou pánských košilí, pocházejí a žijí v Jablonci nad Nisou, jejich předkové se živili mačkáním knoflíků v jedné z posledních továren na Hraničné a rodinné driketě na Horním Maxově.
K výrobě skleněných knoflíků se i dnes používají původní postupy, ale i nástroje – kleště, razidla a vzorníky dochované z meziválečného období, které pamatují poslední světovou slávu jabloneckého knoflíku.